# 歐洲疾病預防控制中心
歐洲疾病預防控制中心（European Centre for Disease Prevention and Control，ECDC）為欧洲联盟的獨立機構，負責強化歐洲傳染病之預防。該中心成立於2004年，總部設於瑞典索尔纳市。

## 历史
随着欧盟经济一体化和开放边界的增加，在公共卫生问题上的合作变得越来越重要。 公共卫生专家此前曾讨论过建立欧洲疾病控制中心的想法，但2003年SARS爆发和SARS跨国家迅速蔓延证实了在欧盟范围内建立公共卫生机构的紧迫性。 ECDC是在创纪录的时间内为欧盟机构设立的：欧洲联盟委员会于2003年7月提出了立法草案； 到2004年春季，已通过（EC）851/2004法规，该中心于2005年5月投入运营。 中心任务开始后不久就证实了其使命的相关性，当时H5N1禽流感到达欧盟附近地区导致人们担心该疾病可能会适应或变异为人类流行性感冒的瘟疫毒株。

## 组织结构

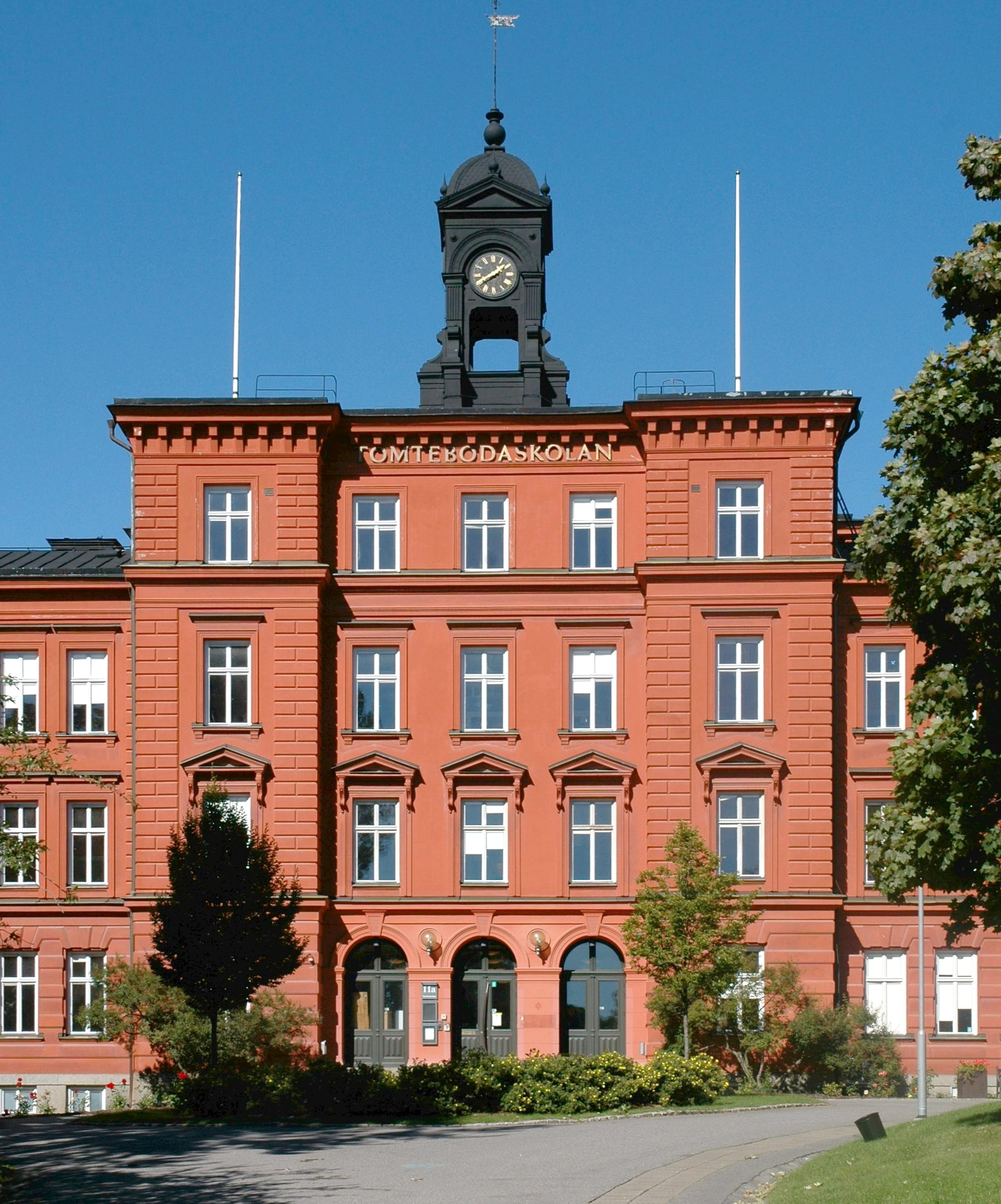
ECDC在Tomtebodaskolan的前身，位于索尔纳市。

### 单元部门
ECDC当前在基于五个单元部门的矩阵结构上运行：
- 首席科学家办公室
- 监视和响应支持
- 公共卫生能力与沟通
- 资源管理与协调
- 信息通讯技术

首席科学家办公室单元部门负责监督七个疾病项目，微生物协调科和科学咨询协调科。

### 项目
疾病项目重点关注特定的疾病类别：
- 抗生素抗藥性和醫療照顧相關感染
- 新兴和媒介传播疾病（Emerging and Vector-borne Diseases）
- 食物和水传染的疾病和人畜共通傳染病
- 性傳染病，包括艾滋病毒和血源性病毒
- 流感
- 结核病
- 疫苗可预防的疾病

两个共享资源单元部门 – 监视和响应支持以及公共卫生能力和沟通 – 提供专业知识。 信息和通信技术单元部门提供基础设施，应用开发和支持。 资源管理和协调单元部门控制着ECDC的人力和财力。

## 《欧洲监测》（Eurosurveillance）期刊
ECDC自2007年3月起出版了《欧洲监测》（Eurosurveillance），这是一本由欧洲同行評審的专门研究传染病的流行病学，监测，预防和控制的期刊。该期刊成立于1995年，在移交给ECDC之前是一项在欧洲联盟委员会，卫生研究所（法国）和卫生保护局（英国）之间的合作项目。 《欧洲监测》（Eurosurveillance）是一种开放获取（即免费）的网络期刊，从欧洲的角度报告传染病问题。 它发布了ECDC和欧盟资助的监测网络的结果，从而为科学界提供了及时获取新信息的机会。 该杂志每周四出版。

## 预算，人员，地点
ECDC拥有约300名员工，年度预算超过€5,000万欧元。 工作人员在斯德哥尔摩大都会区中心总部开展业务 。中心于2018年3月3日迁至瑞典索尔纳市，地址为16973 Solna，古斯塔夫三世大道40号。

## 参阅
- 傳染病
- 瘟疫
- 公共卫生
- 世界卫生组织（WHO）
- 美国疾病控制与预防中心
- 国立感染症研究所（日本）

## 外部連結
- （英文）官方网站
- （英文）Eurosurveillance （页面存档备份，存于）
- （英文）Eurovaccine，存档于美國國會圖書館（存檔日期 2009-11-26）